# 9. april
9. april je dánský válečný film z roku 2015 v režii Roni Ezry, v němž hrají Pilou Asbæk a Lars Mikkelsen. Film zobrazuje německou invazi do Dánska, která začala 9. dubna 1940, a sleduje dánskou cyklistickou rotu vyslanou jako předvoj, aby zpomalila německý postup, dokud nedorazí posily. V Česku byl snímek uveden na festivalu pod názvem 9. duben.

## Děj
V noci na 9. dubna 1940 je dánská armáda vzburcována, protože německá armáda překročila hranici a Dánsko je nyní ve válce s nejsilnější evropskou armádou. V Jižním Jutsku dánská cyklistická rota a motocyklová četa rozkaz zadržet německý postup, dokud nedorazí posily, ale jsou rychle přemoženy přesilou lépe vyzbrojených německých sil. Během dopoledne poručík Sand (Pilou Asbæk) a jeho četa vojáků bojují s Němci a poté ustupují do města Haderslev. Tam pokračují v odporu, po spotřebování munice se vzdají a jsou odváženi do kasáren.
Film končí vyprávěním skutečných účastníků o jejich tehdejších pocitech.